# Jaco Pastorius
Jaco Pastorius, właśc. John Francis Anthony Pastorius III (ur. 1 grudnia 1951 w Norristown w Pensylwanii, zm. 21 września 1987 w Fort Lauderdale) – amerykański muzyk, kompozytor, piosenkarz, solista oraz multiinstrumentalista, wirtuoz gitary basowej. Znany z występów w grupach muzycznych Weather Report, Blood, Sweat & Tears, The Temptations i The Supremes. Określany jako Jimi Hendrix gitary basowej, bowiem – podobnie jak Hendrix gitarę elektryczną, a John Coltrane saksofon – Pastorius zrewolucjonizował grę i brzmienie gitary basowej.
Miles Davis uhonorował Jaco Pastoriusa utworem pt. „Mr. Pastorius” wydanym na albumie pt. Amandla, a Victor Wooten w utworze „Bass Tribute” (poświęconemu najwybitniejszym basistom).

## Życiorys
John Francis Pastorius III urodził się 1 grudnia 1951 roku w Norristown w Pensylwanii, jego rodzice Stephanie Katherine Cecilia Haapala Pastorius i John „Jack” Francis Pastorius II pochodzili z Minnesoty i Pensylwanii. Chociaż czasem nosił popularne wówczas stroje z motywami indiańskimi, malował sobie przed wyjściem na scenę „barwy wojenne”, a nawet twierdził półżartem, że wychował się wśród florydzkich Seminoli, to nie miał indiańskich przodków, miał natomiast mieszane – fińskie, szwedzkie, niemieckie i irlandzkie – pochodzenie.
Wychował się w Fort Lauderdale na Florydzie, jako dziecko rozpoczął grę na gitarze basowej, perkusji, fortepianie, gitarze i saksofonie. Jako nastolatek zaczął akompaniować na gitarze basowej gwiazdom muzyki pop i soul m.in. The Temptations i The Supremes. Nagrał płyty m.in. z Blood, Sweat & Tears, Wayne’em Cochranem, Patem Methenym i Joni Mitchell. W 1976 roku dołączył do supergrupy jazzowej Weather Report odnosząc wraz z nią sukces komercyjny. Kolejne etapy twórczości tego zespołu wyznaczają jego basiści, a za najlepsze lata uznaje się zwykle okres, kiedy grał w nim Jaco Pastorius.
Jak podaje Maciej Warda w serwisie TopGuitar: "Jaco przeciął muzyczne niebo niczym spalający się w atmosferze meteoryt - jego kariera była niespodziewana, bardzo intensywna i niestety niesprawiedliwie krótka. Ale dopiero najlepszy arbiter – czas, pokazał, że było to zjawisko niepowtarzalne i mające kolosalny wpływ na muzykę, która powstała po nim. Pat Metheny pisze w przedmowie do kolejnej reedycji pierwszej płyty Jaco, z 2000 roku: „Gdziekolwiek nie pójdziesz, czasem kilkanaście razy w ciągu dnia, w najbardziej unikalnych miejscach, słyszysz brzmienie Jaco”. W latach 80. i 90. prawie wszyscy kopiowali triki, licki i sposób gry Jaco, i śmiem twierdzić, że działo się to w pewnym stopniu nieświadomie i naturalnie. Po prostu każdy, kto miał okazję słyszeć jego grę, nie mógł później się od niej uwolnić, bo była czymś, z czego po prostu nie sposób było nie korzystać."
W 1980 roku Pastorius założył własny zespół Word of Mouth i wyruszył z nim na trzyletnią trasę koncertową. Nie zaprzestał też realizacji nagrań z czołowymi jazzowymi muzykami. Aktywny tryb życia i uznanie jako muzyka doprowadziły Pastoriusa do uzależnienia się od alkoholu i narkotyków, cierpiał również na psychozę maniakalno-depresyjną. 12 września 1987 roku nad ranem, przed drzwiami Midnight Bottle Club w Fort Lauderdale, został pobity przez ochroniarza klubu, Luca Havana. W wyniku nieodwracalnego uszkodzenia mózgu zmarł po trwającej 10 dni śpiączce. Miał 35 lat. Pozostawił małżonkę Ingrid oraz czworo dzieci – Johna IV, Mary oraz bliźniaków Felixa i Juliusa.

## Dyskografia
- Jaco (1974; z Paulem Bleyem, Patem Methenym)
- Bright Size Life (1975; z Methenym)
- Jaco Pastorius (1976)
- Black Market (1976; z Weather Report)
- Heavy Weather (1976; z Weather Report)
- Land Of The Midnight Sun (1976)
- Triloque (1976; z Albertem Mangelsdorffem)
- Hejira (1976; z Joni Mitchell)
- Mr. Gone (1978 z Weather Report)
- 8:30 (1979 z Weather Report)
- Night Passage (1980; z Weather Report)
- Word Of Mouth (1981)
- Weather Report (1982 z Weather Report)
- Invitation (1982)
- Holiday For Pans 1980-82 (1982)
- Jaco Pastorius With The World Of Mouth Big Band Live'82 (1982)
- Blackbird (1984)
- Jaco Pastorius In New York, Vol. 1-7 (1985)
- Honestly (solo live)(1986)
- Broadway Blues (1986)
- Live In Italy (1986)
- Punk Jazz (1986)
- Stuttgart Aria (1986; z Birelim Lagrene’em)
- Heavy N’Jazz (1986)
- PDB (1986)
- Jazz Street (1986)
- Birthday Concert (1995)
- Broadway Blues And Teresa (1999)